# Olympische Winterspiele 1992
| Medaillenspiegel               | Medaillenspiegel   | Medaillenspiegel | Medaillenspiegel | Medaillenspiegel | Medaillenspiegel |
| Platz                          | Land               | G                | S                | B                | Ges.             |
| ------------------------------ | ------------------ | ---------------- | ---------------- | ---------------- | ---------------- |
| 1                              | Deutschland        | 10               | 10               | 6                | 26               |
| 2                              | Vereintes Team     | 9                | 6                | 8                | 23               |
| 3                              | Norwegen           | 9                | 6                | 5                | 20               |
| 4                              | Österreich         | 6                | 7                | 8                | 21               |
| 5                              | Vereinigte Staaten | 5                | 4                | 2                | 11               |
| 6                              | Italien            | 4                | 6                | 4                | 14               |
| 7                              | Frankreich         | 3                | 5                | 1                | 9                |
| 8                              | Finnland           | 3                | 1                | 3                | 7                |
| 9                              | Kanada             | 2                | 3                | 2                | 7                |
| 10                             | Südkorea           | 2                | 1                | 1                | 4                |
| …                              | …                  | …                | …                | …                | …                |
| 14                             | Schweiz            | 1                | –                | 2                | 3                |
| Vollständiger Medaillenspiegel |                    |                  |                  |                  |                  |

Die Olympischen Winterspiele 1992 (auch XVI. Olympische Winterspiele genannt) wurden vom 8. bis 23. Februar 1992 in Albertville im französischen Département Savoie ausgetragen. Nach den Winterspielen 1924 in Chamonix und 1968 in Grenoble fanden damit zum dritten Mal Olympische Winterspiele in Frankreich statt. Wie 24 Jahre zuvor waren die Spiele geprägt von einer Dezentralisierung und der Verteilung der Wettkampfanlagen auf die ganze Region. Die Ausgaben für diese Winterspiele waren die bis dahin höchsten und führten zur Diskussion darüber, ob künftige Winterspiele nur noch grenzüberschreitend durchgeführt werden könnten.
64 teilnehmende Nationen, darunter eine nach der Wiedervereinigung erstmals gesamtdeutsche Olympiamannschaft, brachten einen neuen Teilnehmerrekord. Erfolgreichste Sportlerin war die Langläuferin Ljubow Jegorowa, die den als „Vereintes Team“ auftretenden Staatenbund der ehemaligen Sowjetrepubliken repräsentierte. In der Mannschaftswertung war Deutschland mit zehn Olympiasiegen und insgesamt 26 Medaillen am erfolgreichsten.
Die vergleichsweise hohen Kosten für die Fernsehgesellschaften führten schließlich dazu, dass zum letzten Mal die Winterspiele im selben Jahr wie die Sommerspiele ausgetragen wurden. Mit dem Hinweis der amerikanischen Gesellschaften, zukünftig nicht mehr mehrere Millionen Dollar binnen eines Jahres für die Übertragungsrechte zweier Großereignisse zu bezahlen, entschied das IOC zusammen mit der Vergabe dieser Winterspiele auf seiner 91. Session am 14. bzw. 17. Oktober 1986 in Lausanne, die damalige Regel 5 der Olympischen Charta zu ändern. Sie schrieb vor, Olympische Winterspiele immer im Jahr der Sommerspiele abzuhalten. Mit 78:2 Stimmen und fünf Enthaltungen wurde beschlossen, beginnend mit 1994, einen separaten Zyklus zu eröffnen und die Winterspiele „im zweiten Kalenderjahr, das jenem, in dem die Spiele der Olympiade abgehalten werden, folgt“ auszutragen. (vergleiche: Olympische Winterspiele 1994).

## Bewerbung
Am 5. Dezember 1981 einigten sich der dreifache Olympiasieger im alpinen Skisport von 1968, Jean-Claude Killy, und der Abgeordnete der französischen Nationalversammlung Michel Barnier darauf, die Winterspiele 1992 in die Savoyer Alpen zu holen. Wie 1968 im Falle von Grenoble war der Hintergrund der Bewerbung, mit Winterspielen eine ökonomisch unterentwickelte Region Frankreichs für den Tourismus besser zu erschließen und mit staatlichen Subventionen zu einem Aufschwung zu verhelfen.
Andere Kandidatenstädte waren Anchorage (USA), Berchtesgaden (Deutschland), Cortina d’Ampezzo (Italien), Lillehammer (Norwegen), Falun (Schweden) und Sofia (Bulgarien). Die Berchtesgadener Bewerbung, die mit einem Haushalt von 250 Millionen D-Mark rechnete, wurde vom Bayerischen Ministerpräsidenten Franz Josef Strauß unterstützt, zur Gegnerschaft zählten eine Bürgerinitiative, der Deutsche Alpenverein sowie die Alpenschutz-Organisation CIPRA, die unter anderem Umweltschäden gegen die Austragung der Spiele in Berchtesgaden vorbrachten.
Die Entscheidung fiel am 17. Oktober 1986 auf der 91. IOC-Session in Lausanne im fünften Wahlgang. Die Kleinstadt in den französischen Alpen setzte sich im letzten Wahlgang mit 51 Stimmen gegenüber Sofia und Falun durch, die 25 und 9 Stimmen erhielten. Das französische NOK bewarb sich in Lausanne parallel mit Paris um die Ausrichtung der Olympischen Sommerspiele 1992, wobei die Abstimmung über die Austragung der Winterspiele zuerst durchgeführt wurde. Mit dem Zuspruch der Winterspiele an Albertville wurde die Wahl der Sommerspiele zugunsten Barcelonas beeinflusst, da die Wahl von Paris gegenüber der katalanischen Hauptstadt eine im IOC unerwünschte Doppelvergabe der Spiele an Frankreich ergeben hätte.
Das Organisationskomitee (COJO) wurde am 24. Februar 1987 gegründet und von Killy und Barnier als Co-Präsidenten angeführt. Nach Vorwürfen verschiedener französischer Behörden, die eine Bevorteilung von Val-d’Isère als Heimatgemeinde Killys bei der Verteilung der Geldmittel befürchteten, trat dieser nach nur 13 Tagen zurück. Erst ein Jahr später, am 30. März 1988, übernahm der frühere Skistar erneut das Amt des Co-Präsidenten, nachdem der französische Präsident François Mitterrand und Juan Antonio Samaranch ihn dazu überreden konnten. So lud der IOC-Präsident Killy neben dem spanischen König Juan Carlos I. als einen von zwei persönlichen Gästen zu den Winterspielen nach Calgary ein, um ihm dort den Olympischen Orden zu verleihen. Das COJO gliederte sich in 27 Fachabteilungen und beschäftigte während der Winterspiele 9310 Mitarbeiter. Davon entfielen 610 auf bezahlte Arbeitskräfte und 8700 wurden Volunteers zugeordnet.
Bereits für die Bewerbungskampagne kam das Logo der Olympischen Winterspiele zur Anwendung. Es stellt eine Kombination der olympischen Flamme mit dem Kreuz im Wappen Savoyens und den Farben Frankreichs dar. Entworfen wurde es von Bruno Quentin, einem Mitglied des Bewerbungskomitees.
| Stadt             | Land               | Wahlgang 1 | Wahlgang 2 | Wahlgang 3 | Wahlgang 4 | Stichwahl | Wahlgang 5 |
| ----------------- | ------------------ | ---------- | ---------- | ---------- | ---------- | --------- | ---------- |
| Albertville       | Frankreich         | 19         | 26         | 29         | 42         | -         | 51         |
| Sofia             | Bulgarien          | 25         | 25         | 28         | 24         | -         | 25         |
| Falun             | Schweden           | 10         | 11         | 11         | 11         | 41        | 9          |
| Lillehammer       | Norwegen           | 10         | 11         | 9          | 11         | 40        | -          |
| Cortina d’Ampezzo | Italien            | 7          | 6          | 7          | -          | -         | -          |
| Anchorage         | Vereinigte Staaten | 7          | 5          | -          | -          | -         | -          |
| Berchtesgaden     | BR Deutschland     | 6          | -          | -          | -          | -         | -          |

## Medaillen und Maskottchen
Zum ersten Mal wurde für die Medaillen Bergkristall als Material verwendet. Die Medaillen mit einem Durchmesser von 92 Millimetern zeigten im Vordergrund die olympischen Ringe vor dem Relief eines Bergmassivs. Im unteren Teil trugen sie in französischer und englischer Sprache die Aufschrift „Albertville 92 XVI Olympic Winter Games“. Es wurden insgesamt 330 hergestellt, davon 110 in Gold, 111 in Silber und 109 in Bronze.
Maskottchen der Spiele war der halbmenschliche Stern „Magique“ von Philippe Mairesse. Er symbolisiert den Traum und die Vorstellungskraft als emotionalen Gegenentwurf zu der technischen Natur der Olympischen Spiele. Ursprünglich war als Maskottchen eine Bergziege „Chamoise“ geplant, die sich in der Bevölkerung nicht durchsetzen konnte und zwei Jahre vor den Spielen wieder verworfen wurde.

## Olympische Anlagen
Wie bereits bei den Winterspielen von 1968 verfolgte das Organisationskomitee die Strategie, die olympischen Bewerbe auf möglichst viele Orte aufzuteilen. Dieses Konzept der Dezentralisierung und Verteilung der olympischen Anlagen auf nicht weniger als neun Orte wurde zum größten Problem, da viele Wettkampforte nur durch schmale Gebirgsstraßen erreichbar waren. Zudem begleiteten viele Proteste von Umweltschützern den Bau der Anlagen. Sie demonstrierten aufgrund der schwerwiegenden Eingriffe in die Natur vor allem beim Bau der Sprunganlagen in Courchevel sowie der Bob- und Rodelbahn in La Plagne.
Das Olympiastadion hieß „Le théatre des cérémonies“. Die Arena, in der die Eröffnungs- und die Schlussfeier stattfanden, wurde eigens für die Spiele errichtet und anschließend wieder abgebrochen. Sie beanspruchte eine Fläche von 9.200 m² und besaß für die Zuschauerränge eine 1.783 Tonnen schwere und 15 Meter hohe Stahlkonstruktion mit 35.000 Plätzen. Die Tribünenteile des Olympiastadions wurden nach den Spielen abgebaut und ein halbes Jahr später zum Teil bei den Olympischen Sommerspielen in Barcelona an verschiedenen Wettkampforten wiederverwendet. Erhalten blieb lediglich der bronzefarbene, 53 Meter hohe Mast, der für die Eröffnungs- und Abschlussfeier verwendet und in den nach den Spielen angelegten „Parc Olympique“ von Albertville integriert wurde. Direkt neben dem temporären Olympiastadion entstand eine Olympiahalle mit 9.000 Plätzen für die Eiskunstlauf- und Shorttrack-Wettbewerbe und eine 400-Meter-Eisschnelllaufbahn für 10.000 Zuschauer. Letztere wurde nach den Winterspielen ebenfalls zurückgebaut und in einen Rasenplatz umgewandelt. Da es sich um eine Freiluftbahn handelte und durchwegs Nieselregen, Nebel und starke Sonneneinstrahlung herrschten, wurden erstmals in der Olympiahistorie keine neuen Rekorde im Eisschnelllauf aufgestellt.
Zentrum der Langlauf- und Biathlonwettbewerbe war nordöstlich von Albertville das Skigebiet von Les Saisies in einer Höhe von 1604 Metern. Die Skisprungwettbewerbe der Spezialisten sowie der nordischen Kombinierer wurden in Courchevel ausgetragen. Die Sprungschanzenanlage Tremplin du Praz, bestehend aus einer Normalschanze mit einem K-Punkt von 90 Metern und einer Großschanze mit einem K-Punkt von 120 Metern, entstand mit einem Skistadion für 23.000 Zuschauer. Die Kosten für die Anlage betrugen ungefähr 118 Millionen Francs.
Wesentlich teurer war mit 213 Millionen Francs der Bau der Piste de La Plagne. Es ist die bisher einzige Kunsteisbahn für beide Sportarten in Frankreich. Der Herrenstart für die Rodelwettbewerbe war in einer Höhe von 1670 Metern sowie für Damen und Doppelsitzer in 1652 Metern und führt mit einem Durchschnittsgefälle von 8,9 % in 15 beziehungsweise 14 Kurven zum Ziel. Der Höhenunterschied der Herrenstrecke beträgt 92 Meter. Der Start für die Bobwettbewerbe liegt auf 1684 Metern. Die Bahn weist hier einen Höhenunterschied von 124 Metern auf, ist 1.507 Meter lang und führt über 19 Kurven.
Die alpinen Wettbewerbe wurden ebenfalls aufgeteilt. Schauplatz der Herrenwettbewerbe war Val-d’Isère mit der von Bernhard Russi konzipierten Abfahrtsstrecke La face de Bellevarde. Die sehr kurvenreiche und steile Piste wurde förmlich in den Fels gesprengt und war für den damaligen Zeitpunkt eine extreme Herausforderung für die Abfahrtsläufer. Méribel war das Zentrum der Damenwettbewerbe und war zudem Austragungsort des Eishockeyturniers. Im Palais de Glaces mit einem Fassungsvermögen von 6.420 Plätzen fanden alle 46 Eishockeyspiele statt.
In Tignes wurde der erstmals im olympischen Programm enthaltene Wettbewerb Freestyle Buckelpiste im dafür angelegten Skistadion in einer Höhe von 2100 Metern ausgetragen; die Freestylewettbewerbe Ballett und Sprung fanden als Demonstrationssportarten ebenfalls dort statt. Veranstaltungsort des Curlingturniers als Demonstrationswettbewerb war Pralognan-la-Vanoise; die Geschwindigkeitsfahrten, ebenfalls eine Demonstrationssportart, wurden in Les Arcs ausgetragen.
Aufgrund der weit verstreuten Wettkampfanlagen gab es mehrere olympische Dörfer, die meist am jeweiligen Wettkampfort gebaut wurden. Für die Athleten in Albertville wurde das olympische Dorf im Thermalkurort Brides-les-Bains für 75 Millionen Francs errichtet. Auch das Hauptpressezentrum in La Léchère war vom Fernseh- und Rundfunkzentrum in Moûtiers getrennt.
Insgesamt standen für die Durchführung der Spiele den Ausgaben von 4,201 Milliarden Francs Einnahmen in Höhe von 3,931 Milliarden Francs gegenüber. Die Einnahmen ergaben sich hauptsächlich aus der Vermarktung der Fernsehrechte, staatlichen Subventionen, Eintrittskarten und Münzprogrammen. Das Defizit von 270 Millionen Francs wurde nach den Spielen aufgeteilt; dreiviertel trug der französische Staat, den Rest übernahm die Region Savoyen.

## Fackellauf

Verlauf des Fackellaufes

Der Fackellauf begann am 13. Dezember 1991 im griechischen Olympia mit der Entzündung des olympischen Feuers. Mit Hilfe einer Concorde erfolgte anschließend in einer Grubenlampe der Transport nach Paris. Insgesamt beteiligten sich in den 57 Tagen 5597 Läufer im Alter von 15 bis 20 Jahren am Fackellauf über 5500 Kilometer durch alle 22 Regionen und 60 Départements. Der Lauf startete am 14. Dezember 1991 in Paris und führte zunächst südwestlich nach La Rochelle und an die Atlantikküste. Über Nantes und Le Havre erreichte der Lauf am 31. Dezember 1991 Lille. Südöstlich über die Städte Metz und Straßburg durchquerte er anschließend erneut Frankreich bis Bordeaux, das am 18. Januar 1992 erreicht wurde. Über den südlichen Teil des Landes ging die Strecke weiter nach Montpellier. Nach Einbindung von Korsika erreichte die Flamme am 28. Januar 1992 in Nizza wieder das Festland. Über Marseille, Lyon und die Olympiastadt von 1968 Grenoble kommend, traf das olympische Feuer am Eröffnungstag der Spiele in Albertville ein. Die olympische Fackel entwarf der berühmte französische Designer Philippe Starck. Sie hatte eine Höhe von 41 Zentimeter und wog 1,3 Kilogramm.
Die gesamten Kosten des Fackellaufes und des Rahmenprogramms beliefen sich auf 30 Millionen Francs, die vom französischen Unternehmen La Poste als Veranstalter des Laufes übernommen wurden. Durch die Veranstaltung sollte die Bevölkerung Frankreichs in die Spiele mit eingebunden werden und die olympischen Ideale vermittelt werden.

## Teilnehmer
Herausragendes politisches Ereignis war aufgrund der Wiedervereinigung Deutschlands die erste Teilnahme einer gemeinsamen deutschen Olympiamannschaft seit 1964. Der Zusammenschluss der NOKs der DDR und der Bundesrepublik Deutschland erfolgte am 17. November 1990 im Berliner Reichstag unter dem Namen NOK für Deutschland. Das frühere Länderkürzel GER wurde reaktiviert. Für das deutsche Olympiateam fungierte als Chef de Mission der damalige NOK-Generalsekretär Walther Tröger. Die deutsche Olympiamannschaft umfasste ohne die Teilnehmer in den Demonstrationswettbewerben 112 Athleten, die sich auf 75 Männer und 37 Frauen verteilten.
Die umfassenden politischen Veränderungen bewirkten weitere gravierende Änderungen bei der Zusammensetzung einzelner Olympiamannschaften. So ergab sich nach Auflösung der Sowjetunion die Bildung des Staatenbundes der Gemeinschaft Unabhängiger Staaten, wobei die fünf früheren Unionsrepubliken Russland, Ukraine, Belarus, Kasachstan und Usbekistan sich darauf einigten, als „Vereintes Team“ anzutreten. Die offizielle Bezeichnung war „Équipe Unifiée“ mit dem Länderkürzel EUN. Als Fahne bei Siegerehrungen und Nationeneinmarsch fungierte die olympischen Flagge und die olympische Hymne. Die baltischen Republiken Estland, Lettland und Litauen waren 1991 in Berlin von der IOC-Exekutive als eigenständige NOKs wieder anerkannt worden und bildeten eigene Mannschaften.
Kroatien und Slowenien nahmen als ehemalige Teilrepubliken Jugoslawiens ebenfalls mit eigenständigen Mannschaften teil. Die NOKs der beiden Länder waren erst kurz vor den Winterspielen am 17. Januar 1992 in das IOC aufgenommen worden.
| Europa (1.130 Athleten aus 34 Nationen) | Europa (1.130 Athleten aus 34 Nationen) | Europa (1.130 Athleten aus 34 Nationen) |
| --- | --- | --- |
| - Andorra (5) - Belgien (5) - Bulgarien (31) - Dänemark (6) - Deutschland (111) - Estland (19) - Finnland (62) - Frankreich (109) - Griechenland (8) - Großbritannien (49) - Irland* (4) - Island (5) | - Italien (107) - Jugoslawien (25) - Kroatien* (4) - Lettland (23) - Liechtenstein (7) - Litauen (6) - Luxemburg (1) - Monaco (5) - Niederlande (19) - Norwegen (80) - Österreich (58) - Polen (53) | - Rumänien (23) - San Marino (3) - Schweden (73) - Schweiz (74) - Slowenien* (27) - Spanien (17) - Tschechoslowakei (74) - Türkei (8) - Ungarn (24) - Zypern (4) |
| Amerika (342 Athleten aus 14 Nationen) | | |
| - Amerikanische Jungferninseln (12) - Argentinien (20) - Bermuda* (1) - Bolivien (4) - Brasilien* (7)                                                                                                 | - Chile (5) - Costa Rica (4) - Honduras* (1) - Jamaika (5) - Kanada (108) | - Mexiko (20) - Niederländische Antillen (2) - Puerto Rico (6) - Vereinigte Staaten (147)                                                                        |
| Asien (154 Athleten aus 9 Nationen) | | |
| - China, Volksrepublik (32) - Chinesisch Taipeh (8) - Indien (2) | - Japan (60) - Korea, DVR (20) - Korea, Republik (23) | - Libanon (4) - Mongolei (4) - Philippinen (1) |
| Ozeanien (27 Athleten aus 2 Nationen) | | |
| - Australien (21) | - Neuseeland (6) | |
| Afrika (19 Athleten aus 4 Nationen) | | |
| - Algerien* (4) - Marokko (12) | - Senegal (2) | - Swasiland* (1) |
| Sonstige (129 Athleten) | | |
| - Vereintes Team* (129) | | |
| (Anzahl der Athleten) * Erstmalige Teilnahme an Winterspielen | | |

Mit 64 teilnehmenden Ländern erreichten diese Winterspiele einen damaligen Rekord. Begünstigt wurde dies aufgrund der Finanzierung von drei Athleten und einem Funktionär je NOK über die Olympic Solidarity. Dies führte jedoch dazu, dass einige Teilnehmer nicht die international gewohnten Leistungskriterien erreichten. Für Honduras war die Langläuferin Jenny Palacios als einzige Vertreterin ihres Landes in Albertville am Start und ist bisher der einzige Teilnehmer dieses Landes bei Winterspielen. Sie belegte in den drei Wettbewerben über 5 Kilometer, dem Jagdrennen und über die 15 Kilometer immer den letzten Platz. Vor allem die Alpinentscheidungen hatten mit zwei Sportlern aus dem Senegal sowie einem Teilnehmer aus den Philippinen und Swasiland sehr ungewöhnliche Starter. Aufgrund der unterschiedlichen Leistungsfähigkeit der Teilnehmer ergaben sich gravierende Zeitrückstände und damit zwangsläufig erhebliche organisatorische Probleme in der Durchführung einzelner Entscheidungen. Im Riesenslalom wurden manche Läufer trotz des Startintervalls von 40 Sekunden überholt und behinderten sich gegenseitig. Für zukünftige Winterspiele beschloss das IOC deshalb gewisse Mindestanforderungen für Athleten einzuführen, um diese Schwierigkeiten zu umgehen und die großen Teilnehmerfelder besser eingrenzen zu können.

## Wettkampfprogramm
Es wurden 57 Wettbewerbe (32 für Männer, 23 für Frauen und 2 Mixed-Wettbewerbe) in 6 Sportarten/12 Disziplinen ausgetragen. Das waren 11 Wettbewerbe und 2 Disziplinen mehr als in Calgary 1988 – die Anzahl der Sportarten blieb gleich. Freestyle-Skiing Aerials (deutsch: Skikunstspringen) feierte neben Curling und Speed Skiing olympischen Einstand als Demonstrationswettbewerb. Nach 1992 gibt es keine solchen inoffiziellen Wettbewerbe mehr.
Nachfolgend die Änderungen zu den vorherigen Winterspielen im Detail:
- Debüt der Frauen im Biathlon mit 7,5 km Sprint, 15 km und einer 3 × 7,5-km-Staffel.
- Shorttrack wurde Teil des olympischen Programms. Für Männer waren die 1000 m und eine 5000-m-Staffel olympisch – für Frauen gab es die 500 m und eine 3000-m-Staffel. 1988 war Shorttrack nur als Demonstrationssportart dabei.
- Freestyle-Skiing wurde mit Buckelpiste für Männer und Frauen ins olympische Programm aufgenommen. Freestyle-Skiing war 1988 nur als Demonstrationssportart dabei.
- Im Skilanglauf wurde das Programm bei den Männern um die 10 km erweitert – bei den Frauen kamen die 15 km hinzu. Darüber hinaus ersetzte das 10/15-km-Verfolgungsrennen den 15-km-Langlauf bei den Männern – bei den Frauen ersetzte das 5/10-km-Verfolgungsrennen den 10-km-Langlauf und die 30 km die 20 km.

### Olympische Sportarten/Disziplinen
- Biathlon Gesamt (6) = Männer (3)/Frauen (3)
- Bob Gesamt (2) = Männer (2)
- Eishockey Gesamt (1) = Männer (1)
- Eislauf
  -  Eiskunstlauf Gesamt (4) = Männer (1)/Frauen (1)/Mixed (2)
  -  Eisschnelllauf Gesamt (10) = Männer (5)/Frauen (5)
  -  Shorttrack Gesamt (4) = Männer (2)/Frauen (2)
- Rennrodeln Gesamt (3) = Männer (2)/Frauen (1)
- Skisport
  -  Freestyle-Skiing Gesamt (2) = Männer (1)/Frauen (1)
  -  Ski Alpin Gesamt (10) = Männer (5)/Frauen (5)
  - Ski Nordisch
    -  Nordische Kombination Gesamt (2) = Männer (2)
    -  Skilanglauf Gesamt (10) = Männer (5)/Frauen (5)
    -  Skispringen Gesamt (3) = Männer (3)

Anzahl der Wettkämpfe in Klammern

### Zeitplan
| Zeitplan                  | Zeitplan          | Zeitplan              | Zeitplan | Zeitplan | Zeitplan | Zeitplan | Zeitplan | Zeitplan | Zeitplan | Zeitplan | Zeitplan | Zeitplan | Zeitplan | Zeitplan | Zeitplan | Zeitplan | Zeitplan | Zeitplan | Zeitplan           | Zeitplan  |
| Disziplin                 | Disziplin         | Disziplin             | Sa. 8.   | So. 9.   | Mo. 10.  | Di. 11.  | Mi. 12.  | Do. 13.  | Fr. 14.  | Sa. 15.  | So. 16.  | Mo. 17.  | Di. 18.  | Mi. 19.  | Do. 20.  | Fr. 21.  | Sa. 22.  | So. 23.  | Ent- schei- dungen | Zuschauer |
| Disziplin                 | Disziplin         | Disziplin             | Februar  | Februar  | Februar  | Februar  | Februar  | Februar  | Februar  | Februar  | Februar  | Februar  | Februar  | Februar  | Februar  | Februar  | Februar  | Februar  | Ent- schei- dungen | Zuschauer |
| ------------------------- | ----------------- | --------------------- | -------- | -------- | -------- | -------- | -------- | -------- | -------- | -------- | -------- | -------- | -------- | -------- | -------- | -------- | -------- | -------- | ------------------ | --------- |
| Eröffnungsfeier           | Eröffnungsfeier   | Eröffnungsfeier       |          |          |          |          |          |          |          |          |          |          |          |          |          |          |          |          |                    | 30.103    |
| Biathlon                  | Biathlon          | Biathlon              |          |          |          | 1        | 1        |          | 1        |          | 1        |          |          | 1        | 1        |          |          |          | 6                  | 50.692    |
| Bob                       | Bob               | Bob                   |          |          |          |          |          |          |          |          | 1        |          |          |          |          |          | 1        |          | 2                  | 31.433    |
| Eishockey                 | Eishockey         | Eishockey             |          |          |          |          |          |          |          |          |          |          |          |          |          |          |          | 1        | 1                  | 166.206   |
| Eislauf                   | Eiskunstlauf      | Eiskunstlauf          |          |          |          | 1        |          |          |          | 1        |          | 1        |          |          |          | 1        |          |          | 4                  | 74.683    |
| Eislauf                   | Eisschnelllauf    | Eisschnelllauf        |          | 1        | 1        |          | 1        | 1        | 1        | 1        | 1        | 1        | 1        |          | 1        |          |          |          | 10                 | 74.244    |
| Eislauf                   | Shorttrack        | Shorttrack            |          |          |          |          |          |          |          |          |          |          |          |          | 3        | 1        |          |          | 4                  | 21.705    |
| Rennrodeln                | Rennrodeln        | Rennrodeln            |          |          | 1        |          | 1        |          | 1        |          |          |          |          |          |          |          |          |          | 3                  | 29.894    |
| Skisport                  | Freestyle-Skiing  | Freestyle-Skiing      |          |          |          |          |          | 2        |          |          |          |          |          |          |          |          |          |          | 2                  | 54.320    |
| Skisport                  | Ski Alpin         | Ski Alpin             |          | 1        |          | 1        |          | 1        |          | 1        | 1        |          | 2        | 1        | 1        |          | 1        |          | 10                 | 217.168   |
| Skisport                  | Ski Nordisch      | Nordische Kombination |          |          |          |          | 1        |          |          |          |          | 1        |          |          |          |          |          |          | 2                  | 141.907   |
| Skisport                  | Ski Nordisch      | Skilanglauf           |          | 1        | 1        |          |          | 2        |          | 2        |          | 1        | 1        |          |          | 1        | 1        |          | 10                 | 141.907   |
| Skisport                  | Ski Nordisch      | Skispringen           |          | 1        |          |          |          |          | 1        |          | 1        |          |          |          |          |          |          |          | 3                  | 141.907   |
| Schlussfeier              | Schlussfeier      | Schlussfeier          |          |          |          |          |          |          |          |          |          |          |          |          |          |          |          |          |                    | 21.113    |
| Demonstrationswettbewerbe |                   |                       |          |          |          |          |          |          |          |          |          |          |          |          |          |          |          |          |                    |           |
| Freestyle Aerials         | Freestyle Aerials | Freestyle Aerials     |          |          | 2        |          |          |          |          |          | 2        |          |          |          |          |          |          |          |                    |           |
| Curling                   | Curling           | Curling               |          |          |          |          |          |          |          |          |          |          |          |          |          |          | 2        |          |                    | 28.182    |
| Speed Skiing              | Speed Skiing      | Speed Skiing          |          |          |          |          |          |          |          |          |          |          |          |          |          |          | 2        |          |                    |           |
| Entscheidungen            | Entscheidungen    | Entscheidungen        |          | 4        | 3        | 3        | 4        | 6        | 4        | 5        | 5        | 4        | 4        | 2        | 6        | 3        | 3        | 1        | 57                 |           |
|                           |                   |                       | Sa. 8.   | So. 9.   | Mo. 10.  | Di. 11.  | Mi. 12.  | Do. 13.  | Fr. 14.  | Sa. 15.  | So. 16.  | Mo. 17.  | Di. 18.  | Mi. 19.  | Do. 20.  | Fr. 21.  | Sa. 22.  | So. 23.  |                    |           |
| Februar                   |                   |                       |          |          |          |          |          |          |          |          |          |          |          |          |          |          |          |          |                    |           |

Farblegende

## Zeremonien

### Eröffnungsfeier
Die Eröffnungsfeier im Parc Olympique begann am 8. Februar 1992 um 17 Uhr. 33.000 Zuschauer im Stadion in Albertville und ungefähr zwei Milliarden Menschen über die Fernsehübertragungen verfolgten die von Philippe Decouflé gestaltete zweistündige Veranstaltung. Den Auftakt bildete zunächst ein von zwei Personen vorgetragener Willkommensgruß in französischer und englischer Sprache. Anschließend zeichnete die Flugstaffel Patrouille de France die Farben der olympischen Ringe an den blauen Abendhimmel. Zum Klang der Glocken aller Kirchen im Département Savoie erfolgte eine Wiederholung des Willkommensgrußes in Form von Zeichensprache, der Menschen aller Rassen in Brüderlichkeit und Freundschaft nach Albertville einlud. 64 Rollschuhfahrer brachten alle teilnehmenden Länderflaggen in das Stadion und zu den Klängen der 9. Sinfonie Beethovens wurden zwölf lebende goldene Sterne auf den blau ausgelegten Stadionboden als Symbol der damals zwölf Mitgliedstaaten der Europäischen Union als Austragungsort dargestellt.
Die beiden gleichberechtigten Präsidenten des Organisationskomitees, Michel Barnier und Jean-Claude Killy, erwarteten zusammen mit dem Präsidenten des internationalen Olympischen Komitees Juan Antonio Samaranch den französischen Staatspräsidenten François Mitterrand und begleiteten diesen in einem ersten offiziellen Teil der Zeremonie auf die Ehrentribüne.
Traditionell von Griechenland angeführt, mit dem Biathleten Athanasios Tsakiris als Fahnenträger, folgte der Einmarsch der Nationen. Die jeweiligen Nationen wurden mit stilisierten Schneekugeln und Namenschild zusätzlich vorgestellt. An dritter Stelle erfolgte der Einzug des deutschen Teams mit dem Bobfahrer Wolfgang Hoppe an der Spitze. Für Österreich und der Schweiz übernahmen diese Aufgabe die Skisportler Anita Wachter und Vreni Schneider. Fahnenträger für die USA war mit Bill Koch der Silbermedaillengewinner über 30 Kilometer Skilanglauf der Winterspiele von 1976 in Innsbruck. Koch war 1986 von seiner aktiven Karriere zurückgetreten und feierte in Albertville sein Comeback mit einem 42. Platz über die 30 Kilometer in der für ihn völlig neuen Skating-Technik. Den Abschluss bildete das Gastgeberland Frankreich, dessen Fahne der nordische Kombinierer Fabrice Guy in das Stadionrund trug.
Im zweiten offiziellen Teil bedankte sich Jean-Claude Killy für die Unterstützung der Umgebung und der Nation. Michel Barnier hob die Macht der olympischen Flamme hervor, die es ermöglicht, eine Vielzahl von Nationen zusammenkommen zu lassen und sich gegenseitig zu respektieren. Juan Antonio Samaranch forderte anschließend traditionell das Oberhaupt des Gastgeberlandes auf, die Spiele zu eröffnen.
Mit dem Klang von Alphörnern trugen acht Gebirgsjäger, Feuerwehrmänner und Polizisten aus der Umgebung von Albertville die Fahne mit den fünf olympischen Ringen in das Stadion. Michel Platini trug die olympische Flamme in das Stadion und, zusammen mit François-Cyrille Grange, einem achtjährigen Jungen, mehrere Stufen hoch. Über eine Schnur entzündete der Ski-Alpin-Nachwuchsfahrer die olympische Flamme über dem Austragungsort. Kurz darauf leisteten die Eiskunstläuferin Surya Bonaly für die Athleten und Pierre Bornat für alle Wettkampfrichter den olympischen Eid. Die Marseillaise wurde a cappella von einer jungen französischen Sängerin in typischer Tracht der Region Savoyen gesungen. Sie stand dabei auf einer Plattform, die sich etwa 30 Meter in die Höhe emporhob.
In einer abschließenden Show stellten 250 Künstler mehrere Gaukler, Jongleure und andere Figuren in vorherrschenden roten und weißen Farben dar. Folkloredarbietungen aus der Umgebung und artistische Einlagen an einer speziell dafür konzipierten Turmvorrichtung rundeten die Eröffnungsfeier ab.
Vor der Eröffnungsfeier drohten die Tänzer auf Grund unzureichender Bedingungen ihrer Unterkünfte mit einer Bestreikung der Veranstaltung.

### Siegerehrungen
Direkt nach der jeweiligen Entscheidung erfolgte noch im Bereich des Wettkampfortes eine „Flower Ceremony“. Die Medaillenübergabe fand am Nachmittag an einem möglichst gut zugänglichen Ort in der Nähe des Wettkampfortes statt. Nur für die Siegerehrungen der Entscheidungen in Albertville und in Méribel erfolgte die Medaillenübergabe direkt im Anschluss an den Wettbewerb in der jeweiligen Sportstätte.

### Schlussfeier
Pünktlich um 19 Uhr begann am 23. Februar 1992 im Parc Olympique die Abschlusszeremonie, die wiederum von Philippe Decouflé inszeniert wurde. Zum Kyrie der Petite Messe solennelle von Gioachino Rossini zeigten 36 Eisläufer auf einer Eisfläche Pirouetten und konzentrische Kreise.
Beim anschließenden Einmarsch der Nationen waren lediglich 38 der teilnehmenden 64 Nationen noch durch ihre Sportler vertreten, so dass die Fahnenträger einzelner Länder durch Hostessen ersetzt werden mussten. Für die deutsche Mannschaft trug Antje Misersky stellvertretend für die noch 20 anwesenden deutschen Olympiateilnehmer die deutsche Fahne als zusätzliche Auszeichnung ihrer Erfolge bei diesen Winterspielen.
Nach offiziellem Teil, bestehend aus dem Aufziehen der Fahnen für Griechenland, Frankreich und Norwegen als Gastgeber der folgenden Winterspiele, folgte die Weiterreichung der von den Olympischen Winterspielen 1952 stammenden „Oslo-Fahne“ durch Henri Dujol an den Bürgermeister von Lillehammer (Audun Tron). Der Ort im Gudbrandsdalen stellte sich danach mit einer Interpretation des norwegischen Märchens „Der Eisbär und König Valemon“ vor. Dazu führte ein überdimensionaler Eisbär aus realem Eis eine Gefolgschaft aus 24 Birkebeinern an, die ihrerseits ein Wikingerschiff auf die runde Eisfläche zogen.
Nach den Dankesreden der beiden Co-Präsidenten des Organisationskomitees strich Juan Antonio Samaranch hervor, dass die Herausforderung, Olympische Spiele in 13 verschiedenen Austragungsorten durchzuführen, von der Organisation ohne Probleme bewältigt worden war. Er rief die Jugend der Welt auf, sich in zwei Jahren wieder zu treffen, um in Lillehammer 1994 die XVII. Olympischen Winterspiele zu feiern.
Die olympische Fahne wurde eingeholt und es folgte ein Kultur- und Showprogramm, das verglichen mit der Eröffnungsfeier weniger futuristische, dafür mehr heimatbezogene Aspekte der Region Savoyen bot. Zum Abschluss löschte ein Engel die olympische Flamme und ein Feuerwerk beendete die Spiele von Albertville 1992.

## Herausragende Sportler und Leistungen
| Athlet           | Mannschaft         | Sport          | Gold | Silber | Bronze | Gesamt |
| ---------------- | ------------------ | -------------- | ---- | ------ | ------ | ------ |
| Ljubow Jegorowa  | Vereintes Team     | Skilanglauf    | 3    | 2      | 0      | 5      |
| Bjørn Dæhlie     | Norwegen           | Skilanglauf    | 3    | 1      | 0      | 4      |
| Vegard Ulvang    | Norwegen           | Skilanglauf    | 3    | 1      | 0      | 4      |
| Mark Kirchner    | Deutschland        | Biathlon       | 2    | 1      | 0      | 3      |
| Toni Nieminen    | Finnland           | Skispringen    | 2    | 0      | 1      | 3      |
| Gunda Niemann    | Deutschland        | Eisschnelllauf | 2    | 0      | 1      | 3      |
| Bonnie Blair     | Vereinigte Staaten | Eisschnelllauf | 2    | 0      | 0      | 2      |
| Kim Ki-hoon      | Südkorea           | Shorttrack     | 2    | 0      | 0      | 2      |
| Petra Kronberger | Österreich         | Ski Alpin      | 2    | 0      | 0      | 2      |
| …                | …                  | …              | …    | …      | …      | …      |
| Jelena Välbe     | Vereintes Team     | Skilanglauf    | 1    | 0      | 4      | 5      |

Die beiden erfolgreichsten Athleten der Winterspiele von Albertville sind zugleich bis heute die erfolgreichsten Wintersportler in der Geschichte Olympischer Winterspiele. Bjørn Dæhlie gewann neben den drei Goldmedaillen von Albertville bei den darauffolgenden Spielen in Lillehammer und Nagano noch insgesamt fünf weitere Goldmedaillen. Er ist mit acht Gold- und vier Silbermedaillen der erfolgreichste Wintersportler. Ljubow Jegorowa nahm nach den Spielen in Albertville noch an den Spielen von Lillehammer teil und konnte dort ebenfalls drei Olympiasiege feiern. Sie ist mit sechs Gold- und drei Silbermedaillen die erfolgreichste Wintersportlerin.
Die Eisschnellläuferin Bonnie Blair wiederholte in Albertville ihren Olympiasieg über 500 Meter von 1988. Da sie 1994 ebenfalls diese Strecke gewann, ist sie neben Claudia Pechstein die einzige Athletin, die einen Olympiasieg in einer Einzeldisziplin zweimal wiederholen konnte. Claudia Pechstein, Gewinnerin der Bronzemedaille über 5000 Meter wurde anschließend dreimal Olympiasiegerin und gewann 2006 in Turin die Silbermedaille über diese Strecke.
Ältester Olympiasieger der Winterspiele war der Biathlet Fritz Fischer mit 35 Jahren und 146 Tagen. Älteste Olympiasiegerin war Raissa Smetanina (EUN), die in Albertville an ihren fünften Winterspielen teilnahm und dabei immer Medaillen gewinnen konnte. Sie siegte mit 39 Jahren und 354 Tagen in der 4 × 5-km-Staffel und erhielt dafür insgesamt ihre vierte Goldmedaille bei Olympischen Spielen. Keine Wintersportlerin mit einem höheren Alter wurde bisher Olympiasiegerin.
Jüngster Olympiasieger von Albertville war Toni Nieminen. Der finnische Skispringer war mit seinen 16 Jahren und 256 Tagen jüngster Olympiasieger bei Winterspielen aller Zeiten, dessen Rekord bis heute nicht unterboten werden konnte. In der Olympiasaison dominierte er seine Konkurrenz fast nach Belieben und konnte neben der Vierschanzentournee nach den Olympischen Spielen den Weltcupsieg im Skispringen für sich verbuchen. Er war während der Spiele das Idol vor allem bei jugendlichen Autogrammjägern und Berge von Fanpost seiner meist weiblichen Fans drohten ihn zu ersticken. Nach allgemeiner Umstellung der Skispringer auf den V-Stil in der Saison 1992/93 büßte Nieminen seinen Vorteil, den ihm die Vorreiterrolle in der neuen Springtechnik gebracht hatte, ein. Die schlechten Resultate und der hohe Erwartungsdruck seiner Fans führten den Helden von Albertville schließlich in eine tiefe persönliche Krise. Die sportlichen Erfolge aus der Olympiasaison konnte er nie mehr wiederholen. An Olympischen Spielen nahm er 10 Jahre später noch einmal teil und wurde auf der Normalschanze in Salt Lake City 16.
Die jüngste Olympiasiegerin, Corinne Niogret, war bereits seit 1988 im Weltcup aktiv und erreichte mit ihrem Triumph in der Biathlonstaffel ihren ersten großen Erfolg, wobei es der einzige Olympiasieg für die französische Biathletin bleiben sollte. In Lillehammer gewann sie 1994 Bronze im Staffelwettbewerb und konnte bei Weltmeisterschaften insgesamt 15 Medaillen erringen.
|                             | Athlet            | Mannschaft                   | Sportart     | Alter             |
| --------------------------- | ----------------- | ---------------------------- | ------------ | ----------------- |
| jüngster Teilnehmer(in)     | Krisztina Czakó   | Ungarn                       | Eiskunstlauf | 13 Jahre 064 Tage |
| ältester Teilnehmer(in)     | Michael Juhlin    | Amerikanische Jungferninseln | Bobsport     | 46 Jahre 125 Tage |
| jüngste Medaillengewinnerin | Nikki Ziegelmeyer | Vereinigte Staaten           | Shorttrack   | 16 Jahre 149 Tage |
| ältester Medaillengewinner  | Maurilio De Zolt  | Italien                      | Skilanglauf  | 41 Jahre 150 Tage |
| jüngste Olympiasiegerin     | Corinne Niogret   | Frankreich                   | Biathlon     | 19 Jahre 085 Tage |
| jüngster Olympiasieger      | Toni Nieminen     | Finnland                     | Skispringen  | 16 Jahre 259 Tage |
| älteste Olympiasiegerin     | Raissa Smetanina  | Vereintes Team               | Skilanglauf  | 39 Jahre 354 Tage |
| ältester Olympiasieger      | Fritz Fischer     | Deutschland                  | Biathlon     | 35 Jahre 146 Tage |

## Wettbewerbe

### Biathlon
Zum ersten Mal standen Biathlonwettbewerbe für Frauen auf dem Wettkampfprogramm. Im Premierenwettbewerb bei dichtem Schneetreiben am 11. Februar über die 7,5 Kilometer ging die Argentinierin Fabiana Lovece als Erste an den Start und wurde im abschließenden Klassement mit neun Schießfehlern 68. und damit Letzte. Der Bewerb entwickelte sich zu einem Zweikampf zwischen Anfissa Reszowa und Antje Misersky. Trotz ihrer drei Schießfehler konnte die Umsteigerin Anfissa Reszowa, die 1988 Gold in der 4 × 5-km-Staffel und Silber über 20 Kilometer im Langlauf gewonnen hatte, die deutsche Biathletin mit ihrer überragenden Laufleistung in Schach halten und somit die erste olympische Goldmedaille im Frauenbiathlon gewinnen. Über die 15 Kilometer konnte sich Antje Misersky mit einem Schießfehler den ersten Platz vor Swetlana Petschorskaja vom Vereinten Team und Myriam Bédard sichern. Für die Kanadierin war der Erfolg in Albertville der Auftakt einer großartigen Biathlonkarriere, die mit dem zweifachen Olympiasieg 1994 in Lillehammer ihren Höhepunkt fand. Sieger im Staffelwettbewerb über 3 × 7,5 km wurde die französische Mannschaft mit Corinne Niogret, Véronique Claudel und Anne Briand. Die deutsche Mannschaft gewann mit Uschi Disl, Antje Misersky und Petra Schaaf als Schlussläuferin Silber vor der EUN-Staffel, für die Jelena Bjelowa, Anfissa Reszowa und Jelena Melnikowa an den Start gingen. Antje Misersky wurde durch ihren Olympiasieg und die beiden Silbermedaillen die erfolgreichste Biathletin der Spiele.
Bei den Herrenwettbewerben glänzte Mark Kirchner, der über 10 Kilometer sowie im überaus dramatisch verlaufenden Staffelrennen gewinnen konnte. Startläufer Ricco Groß, Silbermedaillengewinner über 10 Kilometer, stürzte und konnte erst an 13. Stelle an Jens Steinigen übergeben, der sich auf Platz fünf vorkämpfte. Mit dem dritten Läufer Mark Kirchner, der eine überragende Laufleistung zeigte, gelang erstmals die Führung. Fritz Fischer konnte diese gegen den Schlussläufer der EUN-Staffel Sergei Tschepikow mit einer unglaublichen Schießleistung von fünf Treffern in elf Sekunden bis in das Ziel verteidigen. Für Fritz Fischer, der 1984 in Sarajevo Bronze und 1988 in Calgary Silber in der Staffel gewinnen konnte, war der Olympiasieg die Krönung seiner aktiven Laufbahn als Biathlet. Zugleich war er mit 35 Jahren und 146 Tagen ältester Olympiasieger im Biathlon, bis er bei den Olympischen Winterspielen 2006 in Turin von Ricco Groß übertroffen wurde, als dieser bei seinem Olympiasieg in der Staffel 41 Tage älter war. Über 20 Kilometer siegte aufgrund der glänzenden Schießleistung mit null Fehlern der für die EUN-Staaten startende Jauhen Redskin. Mark Kirchner leistete sich drei Strafminuten und war letztlich nur 6,4 Sekunden hinter dem Olympiasieger Zweiter vor dem Schweden Mikael Löfgren.

### Bobsport
Durch die Festlegung eines Einheitsbobs für alle Teilnehmer wurde die im Vorfeld der Spiele geführte Technikdiskussion beendet. Die Bahn in La Plagne wurde als technisch schwierig eingestuft und selektierte das große Starterfeld (46 Zweier- und 31 Viererbobs) in beiden Wettbewerben.
Im Zweier war nach den ersten beiden Durchgängen noch kein späterer Medaillengewinner auf den ersten drei Plätzen. Bestzeiten in Durchgang drei und vier sicherten Schweiz I mit Gustav Weder und Donat Acklin letztendlich den Olympiasieg vor Deutschland I mit Rudi Lochner und Markus Zimmermann. Die beiden Berchtesgadener verloren auf die Olympiasieger in jedem Lauf nur knapp und waren im letzten Durchgang mit den Schweizern zeitgleich. Der dritte Platz ging an Bob Deutschland II mit Christoph Langen und Günther Eger, deren im letzten Lauf erzielte drittbeste Zeit letztlich den Medaillengewinn ermöglichte. Für Langen war es der erste große Erfolg als Bobpilot.
Ingo Appelt landete mit seinem Anschieber Thomas Schroll und dem Bob Österreich II äußerst unglücklich mit nur fünf Hundertstelsekunden Rückstand hinter den Medaillenplätzen. Im Viererbob konnte sich Appelt mit seiner Crew Österreich I den Olympiasieg vor Deutschland I mit Wolfgang Hoppe, Bogdan Musiol, Axel Kühn und René Hannemann sichern. Das Rennen zwischen beiden Bobs verlief dabei äußerst dramatisch. Die Österreicher hatten vor dem letzten Durchgang einen Vorsprung von neun Hundertstelsekunden, der sich durch einen schlechten Start auf drei Hundertstelsekunden verkürzte. Im Verlauf fielen sie nach der zweiten Zeitkontrolle hinter ihre Konkurrenten zurück, konnten bis zum Ziel wieder aufholen und lagen im Endergebnis letztlich zwei Hundertstelsekunden vor Bob Deutschland I. Bronze ging an Bob Schweiz I mit Gustav Weder als Piloten und seinem Team, bestehend aus Donat Acklin, Lorenz Schindelholz und Bremser Curdin Morell.
Skurril war die Fahrt von Bob Kanada II im dritten Lauf. Beim Anschieben misslang dem zweiten Mann der Einstieg und er landete letztlich mit dem Rücken zur Fahrtrichtung im Bob. Das Team wurde daraufhin disqualifiziert.

### Eishockey
Umfassende Veränderungen fanden beim Eishockeyturnier statt. Um eine spannendere Finalphase zu erreichen, wurde nach der Vorrunde mit zwei Sechsergruppen ein K.-o.-System mit Viertel- und Halbfinale ausgespielt. Zum ersten Mal bei Olympia gab es die Sudden-Death-Regel, die bei einem Tor in der Verlängerung automatisch zum Spielabbruch führt. Durch die Einführung von K.-o.-Runden kam es seit den Spielen von 1920 in Antwerpen, als Eishockey noch in die Sommerspiele integriert war, erstmals wieder zu einem echten Endspiel.
Überaus spannend gestaltete sich der Verlauf der Viertelfinalbegegnung zwischen Kanada und Deutschland. Ernst Köpf gelang im letzten Drittel 2:24 Minuten vor Schluss der Ausgleich zum 3:3. Er bedeutete zugleich den Endstand nach 60 Minuten und führte zu einer zehnminütigen Verlängerung, die keine weiteren Tore brachte. Erstmals in der Olympiageschichte erfolgte ein Penalty-Schießen. Auch die erste Fünfergruppe für jedes Team brachte keine Entscheidung. Eric Lindros brachte Kanada anschließend 6:5 im Penalty-Schießen in Führung, während Peter Draisaitl den Puck zwar zwischen die Beine von Keeper Sean Burke brachte, dieser unmittelbar auf der Torlinie stehen blieb. Die Schiedsrichter entschieden auf kein Tor und Kanada erreichte das Halbfinale gegen den späteren Bronzemedaillengewinner Tschechoslowakei.
Das Finale zwischen der EUN und Kanada wurde nach zwei torlosen Dritteln erst in der Schlussphase entschieden. Die Mannschaft der ehemaligen Sowjetrepubliken, die aufgrund der politischen Veränderungen zahlreiche Spitzenspieler in die NHL-Profiliga hatte abgeben müssen und gegenüber 1988 stark verjüngt war, gewann schließlich mit 3:1.
Bei der Siegerehrung des Eishockeyturniers lagen 23 statt der üblichen 22 Goldmedaillen bereit. Die überzählige Medaille überreichte IOC-Präsident Samaranch an Wiktor Tichonow, der somit zum einzigen Eishockeytrainer wurde, der eine olympische Medaille erhielt. Erwähnenswert ist der Abgang von Udo Kießling, der bereits 1976 in Innsbruck mit der deutschen Mannschaft die Bronzemedaille gewann und an insgesamt fünf olympischen Eishockeyturnieren teilgenommen hat.

### Eiskunstlauf
Erstmals wurde bei Olympischen Spielen auf die Pflicht in den Einzelkonkurrenzen verzichtet. Bei den Damen und den Herren sowie im Paarlauf wurde zunächst nur noch ein 2 Minuten und 40 Sekunden langes Originalprogramm vorgetragen. Die Kür wurde auf vier Minuten und dreißig Sekunden bei den Herren und den Paaren beziehungsweise auf vier Minuten bei den Damen festgelegt. Dreiteilig blieb nur noch der Eistanz, der aus zwei Pflichttänzen, dem Originaltanz und der Kür bestand.
Die erste Entscheidung war im Paarlauf. Die Welt- und Europameister Natalja Mischkutjonok und Artur Dimitrijew konnten sich trotz einiger technischer Schwierigkeiten mit ihrer Kür nach dem „Liebestraum“ von Franz Liszt die Goldmedaille sichern. Technisch in der Kür etwas schwieriger, jedoch in ihrer Ausstrahlung den Olympiasiegern klar unterlegen, landete das zweite Paar der EUN Jelena Betschke und Denis Petrow auf dem Silberrang. Die Kanadier Isabelle Brasseur und Lloyd Eisler waren mit großen Erwartungen in den Wettbewerb gestartet und konnten mit ihrer von vielen kleinen Fehlern durchsetzten Kür gerade noch die Bronzemedaille retten.
Die Herrenentscheidung bot keine überragenden Leistungen. Durch gelungene Sprungkombinationen konnte sich Wiktor Petrenko (EUN) vor dem Sprungwunder aus den USA, Paul Wylie, platzieren. Der als amtierender Europameister angetretene Bronzemedaillengewinner Petr Barna aus der Tschechoslowakei zeigte den ersten gestandenen Vierfachsprung. Leer ging der amtierende Weltmeister aus Kanada, Kurt Browning, aus. Der Weltmeister von 1989, 1990, 1991 und 1993 und Vizeweltmeister von 1992 wurde nur Sechster und konnte bei seinen Olympiateilnahmen 1988 mit Platz acht und 1994 mit Platz fünf keine Medaille gewinnen.
Einen klaren Kontrast zum Herrenwettbewerb bildete die Konkurrenz bei den Damen, die insgesamt als die höchstklassige Eiskunstlaufentscheidung dieser Winterspiele anzusehen ist. Kristi Yamaguchi, Kalifornierin mit japanischer Abstammung, verzauberte mit ihrem japanischen Charme die Zuschauer und blieb als Einzige in der Kür ohne Sturz. Die ebenfalls als Sprungwunder geltende Japanerin Midori Itō konnte durch eine herausragende Leistung in ihrer Kür die zunächst noch vor ihr platzierte Nancy Kerrigan (USA) abfangen und so die Silbermedaille gewinnen. Surya Bonaly aus Frankreich zeigte als Einzige einen vierfachen Toeloop, stürzte jedoch zweimal und fiel vom dritten Rang nach dem Kurzprogramm noch auf Platz sechs zurück. Aufsehen erregte das 50.000-Dollar-Kostüm, das sie bei ihrer Kür trug. Die erst 13-jährige Krisztina Czakó konnte nur mit einer Sondergenehmigung an den Start gehen, da sie das Mindestalter von 14 Jahren für Olympische Spiele unterschritt. Die Ungarin war damit die jüngste Teilnehmerin aller Wettbewerbe in Albertville.
Der Wettbewerb im Eistanz war ein absoluter Zuschauermagnet und in Erwartung eines möglichen französischen Triumphes schon Monate vorher ausverkauft. Marina Klimowa/Sergei Ponomarenko (EUN) siegten vor den unbestrittenen Publikumslieblingen Isabelle Duchesnay und Paul Duchesnay. Das Geschwisterpaar aus Frankreich zeigte einen völlig unkonventionellen Stil, wurde insgesamt jedoch Opfer seiner Nerven und konnte mit einer Interpretation der „West Side Story“ nur die zweitbeste Kür zeigen. Die Bronzemedaille gewann das Paar Maja Ussowa und Alexander Shulin (EUN), das nach der Pflicht und dem Kurzprogramm noch auf Platz zwei lag.

### Eisschnelllauf

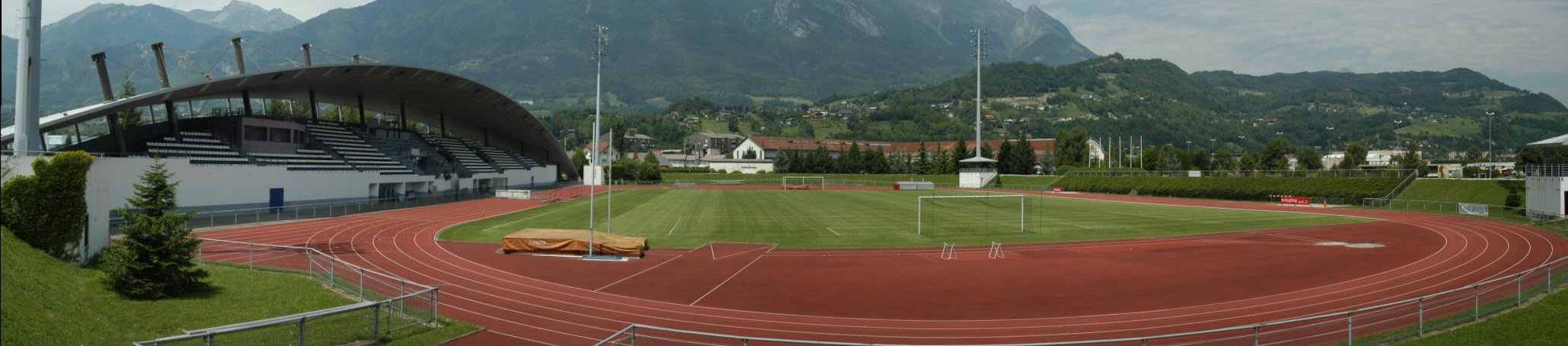
Ehemaliges Eisschnelllaufstadion von 1992 (2007)

Auch die Eisschnelllaufwettbewerbe zeichneten sich durch stark angewachsene Teilnehmerfelder aus. Die Wettbewerbe wurden vor allem von den deutschen Athleten beherrscht, die sich fünf von zehn Goldmedaillen sichern konnten. Diese Bilanz konnte bei späteren Olympischen Winterspielen nie mehr wiederholt werden.
Am ersten Wettkampftag der Spiele stand bei den Frauen die Entscheidung über 3000 Meter an. In einem direkten Duell konnte sich Heike Warnicke gegen die Österreicherin Emese Hunyady durchsetzen, was letztendlich die Silber- und Bronzemedaille bedeutete. Gunda Niemann, als große Favoritin angesehen, konnte die vorgegebene Zeit von Heike Warnicke um fast drei Sekunden unterbieten und sicherte die erste Goldmedaille für die deutsche Mannschaft. Auch die zweite Entscheidung war bei den Damen und brachte über die 500 Meter mit Bonnie Blair, die damit ihren Olympiasieg von Calgary 1988 wiederholen konnte, einen weiteren Favoritensieg hervor. Den zweiten Platz sicherte sich die Chinesin Ye Qiaobo vor Christa Luding. Luding war vier Jahre zuvor unter dem Namen Rothenburger hinter Blair noch Zweite auf der Sprintstrecke. Für China war es die erste Medaille bei Winterspielen.
Über die 1000 Meter waren die ersten beiden Plätze identisch mit der Sprintstrecke. Hier konnte sich Monique Garbrecht den dritten Platz sichern. Über die 1500 Meter siegte Jacqueline Börner vor Gunda Niemann, die letztlich auf der Distanz über die 5000 Meter vor Heike Warnicke und Claudia Pechstein den dreifachen Triumph der deutschen Eisschnellläuferinnen anführte.
Bei den Herren dominierten auf den Kurzstrecken deutsche und asiatische Sprinter, während bei den Mittel- und Langstrecken die norwegischen und holländischen Sportler alle Medaillen für sich verbuchen konnten. Über 500 Meter gelang Uwe-Jens Mey nach Jewgeni Grischin (1956 und 1960) und Erhard Keller (1968 und 1972) als drittem Eisschnellläufer die erfolgreiche Verteidigung eines Olympiasieges. Über die 1000 Meter siegte sensationell Olaf Zinke, der seine Bestzeit bereits in einer frühen Startgruppe erzielte, an der sich die restliche Konkurrenz die Zähne ausbiss.
Auf der Mittelstrecke konnte mit Johann Olav Koss wie über die 5000 Meter mit Geir Karlstad ebenfalls ein Norweger gewinnen. Lediglich über die 10.000 Meter setzte sich mit Bart Veldkamp ein Vertreter des insgesamt sehr starken holländischen Teams durch, das auf den Mittel- und Langstrecken insgesamt vier der möglichen neun Medaillen erkämpfte.
Der Wettbewerb verdeutlichte die Macht des Fernsehens und dessen Einfluss auf die Übertragungszeiten. Aufgrund der starken Sonneneinstrahlung war eine Verschiebung in die späteren Nachmittagsstunden erforderlich, die von der Fernsehgesellschaft CBS genehmigt werden musste. Die Kosten der Übertragung beliefen sich auf 250.000 US-Dollar und der Sender war bestrebt, zur besten Fernsehzeit übertragen zu können.

### Freestyle-Skiing
Erstmals im olympischen Programm wurden die Buckelpistenrennen bei den Herren und Damen ausgetragen, nachdem die Bewerbe in Calgary 1988 bereits zum Demonstrationsprogramm gehörten. Die Piste in Tignes hatte eine Länge von 253 Metern, war 20 Meter breit und hatte eine durchschnittliche Neigung von 29 Grad.
Für die Gastgeber verlief der Herrenwettbewerb äußerst erfolgreich. Edgar Grospiron konnte sich vor seinem Landsmann Olivier Allamand den Olympiasieg sichern. Die Bronzemedaille gewann der US-Amerikaner Nelson Carmichael. Beim Frauenwettbewerb gewann die Weltmeisterin von 1991 Donna Weinbrecht aus den USA vor Jelisaweta Koschewnikowa (EUN) und Stine Lise Hattestad (NOR). Der Rosenheimerin Tatjana Mittermayer blieb nur der undankbare vierte Platz.

### Nordische Kombination
Fabrice Guy gewann in der Einzelkonkurrenz der nordischen Kombination eine der drei Goldmedaillen für das Gastgeberland Frankreich. Die Silbermedaille von Sylvain Guillaume, ebenfalls aus Frankreich, trug dazu bei, dass dieser Wettbewerb von den Zuschauern frenetisch gefeiert wurde. Sensationell war der Sieg Japans im Mannschaftswettbewerb. Reiichi Mikata, Takanori Kōno und Kenji Ogiwara lagen nach dem Springen klar vor Österreich und Deutschland in Führung. Von diesem Vorsprung büßten sie gegenüber den anderen Mannschaften nur wenig ein und konnten gegen die auf der Langlaufstrecke starken Norweger, die nach dem Sprunglauf nur auf Platz sechs gelegen hatten, einen deutlichen Vorsprung verteidigen.

### Rennrodeln
Erster Wettbewerb auf der Piste de La Plagne war die Entscheidung bei den Herren im Einsitzer. Der Silbermedaillengewinner von Calgary 1988, Georg Hackl, erprobte im Training auf der Olympiaanlage einen neuen Schlitten. Dabei konnte er nicht mit den Trainingszeiten der Konkurrenz mithalten und entschied sich beim Wettbewerb wieder für den Silberschlitten von 1988. Mit dem alten Rodel erreichte er außer im zweiten Lauf mit Platz drei dreimal Bestzeit und konnte sich so seinen ersten Olympiasieg sichern. Die weiteren Medaillen gingen an die beiden Österreicher Markus Prock mit Silber und Markus Schmid, der Bronze gewann.
Auch die Doppelkonkurrenz war eindeutig von den deutschen Schlitten beherrscht. Stefan Krauße und Jan Behrendt konnten in beiden Läufen Bestzeit erzielen und gewannen souverän. Der zweite deutsche Schlitten mit Yves Mankel und Thomas Rudolph konnte die eigentlichen Favoriten des Wettbewerbs, die Italiener Hansjörg Raffl und Norbert Huber, noch auf den dritten Platz verweisen.
Die Entscheidung bei den Damen war ein Wettkampf zwischen zwei Schwestern, die den anderen 22 Teilnehmern weit überlegen waren. Der jüngeren Schwester Doris Neuner gelang bereits im ersten Lauf eine wahre Traumzeit, die von ihrer Schwester Angelika in den drei folgenden Läufen nicht mehr aufgeholt werden konnte. Susi Erdmann aus Deutschland fuhr im vierten Lauf Bestzeit und sicherte sich damit noch die Bronzemedaille. Andrea Tagwerker lag nach drei Durchgängen noch auf dem dritten Platz. Sie verpatzte jedoch ihren letzten Lauf, landete im Endresultat auf Rang sieben und verhinderte somit einen totalen Triumph der österreichischen Rennrodlerinnen.

### Shorttrack
Während der IOC-Session 1988 in Seoul wurden vier Eisschnelllaufwettbewerbe auf der 111 Meter langen Kurzbahn in das olympische Programm für 1992 aufgenommen, nachdem die Demonstrationswettbewerbe in Calgary 1988 bereits als äußerst attraktiv für die Zuschauer bewertet wurden. Auf dem Programm standen neben den beiden Staffelentscheidungen (3000 m bei den Damen und 5000 m bei den Herren) ein Wettbewerb über 500 Meter bei den Damen sowie über 1000 Meter bei den Herren an.
Erwartungsgemäß wurden die Wettbewerbe von Sportlern aus Nord- und Südkorea und Nordamerika beherrscht. Erster Goldmedaillengewinner in den Kurzbahnwettbewerben war die US-Amerikanerin Cathie Turner, die zusammen mit der US-Staffel die Silbermedaille gewinnen konnte und so die erfolgreichste Athletin im Shorttrack wurde. Ihr Erfolg über die Einzelstrecke war dabei äußerst knapp, da die Chinesin Li Yan die Nordamerikanerin auf der Ziellinie noch abfangen konnte. Die US-Sportlerin fühlte sich schon als unterlegene Athletin und verhielt sich unsportlich, indem sie ihre Schlittschuhe wütend in die Zuschauermenge warf. Die Auswertung des Zielfotos ergab wenig später, dass sie einen hauchdünnen Vorsprung von vier Hundertstelsekunden in das Ziel retten konnte.
Der Olympiasieg im Staffelwettbewerb ging an die Mannschaft Kanadas. Die EUN-Staffel wurde dritte und sicherte so die einzige Medaille für den Verbund der ehemaligen Republiken der Sowjetunion im Eisschnelllaufbereich.
Olympiasieger in der Disziplin über 1000 Meter der Herren wurde der Südkoreaner Kim Ki-hoon, der durch seine starke Endschnelligkeit die Konkurrenz hinter sich lassen konnte. Er überspurtete den Silbermedaillengewinner Frédéric Blackburn (CAN) sowie seinen Landsmann Lee Yoon-ho förmlich erst im Zielsprint. Diese Qualität konnte er im Staffelwettbewerb einsetzen, als er den Schlussläufer Kanadas ebenfalls vier Hundertstelsekunden hinter sich ließ. Bronze ging an die Staffel Japans. Die Goldmedaille von Kim Ki-hoon über 1000 Meter ist die erste eines koreanischen Sportlers bei Olympischen Winterspielen.

### Ski Alpin
Im Abfahrtslauf der Herren fuhr Patrick Ortlieb mit Startnummer 1 bereits eine Zeit, die von keinem nachfolgenden Läufer mehr unterboten wurde. Ihm gelang damit sein erster großer Sieg (hatte zuvor noch kein Weltcup-Rennen gewonnen). Durch die Bronzemedaille von Günther Mader war bereits das Auftaktrennen für die österreichische Mannschaft die erfolgreichste Entscheidung im Männerbereich. Markus Wasmeier aus Schliersee, direkt hinter dem Olympiasieger in das Rennen gegangen, konnte im Rennverlauf lange zumindest auf eine Bronzemedaille hoffen. Der Franzose Franck Piccard schaffte es mit der hohen Startnummer 23, das Endklassement noch einmal durcheinanderzubringen, als er sich mit fünf Hundertstelsekunden Rückstand auf die Bestzeit Silber sicherte und Wasmeier auf Platz vier verdrängte. Paul Accola aus der Schweiz, der aufgrund seiner Trainingsergebnisse als klarer Favorit an den Start ging, stürzte mit deutlicher Zwischenbestzeit in Sichtweite des Ziels.
Der Kombinationswettbewerb war gekennzeichnet durch viele Ausfälle von Favoriten. Begünstigt wurden die Ausfälle durch einen zu schweren Slalomhang, der nach Auskunft vieler Rennläufer schlecht präpariert war. Der Österreicher Hubert Strolz schied im zweiten Slalomdurchgang – am Weg zur sicheren Goldmedaille – aus.
Schließlich ergab sich ein italienischer Doppelerfolg für die Athleten Josef Polig und Gianfranco Martin, hinter denen der Schweizer Steve Locher den dritten Rang erreichte. Der französische Ski-Verband protestierte gegen Polig und dessen Landsmann wegen eines Verstoßes gegen die Werberichtlinien der FIS. Eine Nachmessung des Logos zeigte, dass keine der Werbeflächen die Maximalgröße überschritt.
Auch die Entscheidung im Super-G war durch Ausfälle der favorisierten Fahrer charakterisiert. Triumphieren konnten hier die norwegischen Fahrer, die drei Läufer unter die besten vier Plätze brachten. Einzig dem für Luxemburg startenden Marc Girardelli gelang es, mit seiner Silbermedaille in die Phalanx der Norweger einzudringen. Olympiasieger wurde Kjetil André Aamodt, der bei den darauffolgenden Olympischen Winterspielen diesen Wettbewerb mit Platz drei 1994, Platz fünf 1998 und den Olympiasiegen 2002 und 2006 beherrschte.
Den einzigen Favoritensieg erzielte Alberto Tomba im Riesenslalom mit zweimaliger Laufbestzeit. Ihm gelang damit erstmals im alpinen Skirennsport eine erfolgreiche Titelverteidigung bei Olympischen Spielen. Die Reihenfolge nach dem ersten Durchgang mit Alberto Tomba vor Marc Girardelli und Kjetil André Aamodt wurde durch den zweiten Durchgang nicht mehr verändert.
In der zweiten technischen Disziplin, dem Spezialslalom, sicherte sich Tomba mit Silber seine zweite Medaille und wurde somit erfolgreichster Athlet bei den Herren. Der Olympiasieg am vorletzten Tag der Spiele ging an den Norweger Finn Christian Jagge, der damit den größten Erfolg seiner Karriere feierte.
Herausragende Sportlerin der Damenwettbewerbe war die Österreicherin Petra Kronberger. Sie war in allen fünf Wettbewerben am Start und konnte sich mit Ausnahme des Riesenslaloms, den sie nicht beendete, immer unter den ersten fünf der Rangliste einordnen. Die aus St. Johann im Pongau stammende Kronberger wurde zweifache Olympiasiegerin im Spezialslalom und in der Kombination, sowie Vierte im Super-G (wobei sie Bronze um eine Hundertstelsekunde versäumte) und Fünfte im Abfahrtslauf. Letzterer, der durch leichten Schneefall etwas beeinträchtigt war, wurde in der knappsten alpinen Damenentscheidung in der Geschichte der Olympischen Winterspiele durch Kerrin Lee-Gartner gewonnen. Die Kanadierin hatte auf die Fünfte, Petra Kronberger, nur einen Vorsprung von 18 Hundertstelsekunden. Der Sieg bedeutete zudem das erste Abfahrtsgold für eine nicht deutschsprachige Sportlerin.
Die erste Wintersportmedaille für ihr Land gewann Annelise Coberger im Spezialslalom. Die aus dem neuseeländischen Christchurch stammende Coberger war erst wenige Wochen vor den Winterspielen durch einen Weltcupsieg im Slalom in die Weltelite aufgestiegen. Ihr gelang im zweiten Durchgang die Bestzeit, der nach Platz acht im ersten Durchgang letztlich Silber bedeutete. Bronze gewann die Führende des ersten Durchgangs Blanca Fernández Ochoa für Spanien, deren Bruder Francisco bei den Spielen von Sapporo 1972 Olympiasieger im Slalom geworden war.
Im Riesenslalom konnte die Weltmeisterin Pernilla Wiberg mit Bestzeit im zweiten Durchgang den Olympiasieg für sich verbuchen. Die Amerikanerin Diann Roffe und die österreichische Fahnenträgerin bei der Eröffnungsfeier, Anita Wachter, gewannen mit gleicher Zeit die Silbermedaille. Für die Österreicherin war dies, nach Silber in der Kombination, der zweite Medaillengewinn. Die Österreicherin Ulrike Maier führte nach dem ersten Lauf noch mit zwei Zehntelsekunden vor der späteren Olympiasiegerin, fiel mit der zehnten Laufzeit im zweiten Durchgang um fünf Hundertstelsekunden hinter die beiden Silberplätze zurück und ging leer aus. Ulrike Maier verunglückte zwei Jahre später bei einer Weltcup-Abfahrt in Garmisch-Partenkirchen tödlich.
Die einzige Medaille für eine deutsche Starterin gewann Katja Seizinger mit Bronze im Super-G. Der Wettbewerb wurde zunächst wegen schlechten Wetters um einen Tag verschoben und konnte dadurch bei idealen Bedingungen durchgeführt werden. Deborah Compagnoni aus Italien gelang es, mit der hohen Startnummer 16 die im Ziel bereits überschwänglich gefeierte Französin Carole Merle noch abzufangen.

### Skilanglauf
Bei den Langlaufwettbewerben wurde das Wettkampfprogramm gegenüber den letzten Spielen durch die Durchführung der Jagdrennen sowohl bei den Damen als auch bei den Herren erweitert. Auch die anderen Strecken wurden zum Teil über veränderte Distanzen ausgetragen. Durch diese umfassenden Programmänderungen wurde eine bessere Attraktivität im Langlaufbereich angestrebt. Bei den Herren wurden die 15 auf 10 Kilometer verkürzt, die Damenstrecken von 10 auf 15 Kilometer und von 20 auf 30 Kilometer verlängert. Zudem erfolgte eine bis heute gültige Neuaufteilung der Staffelstrecken, die auf den ersten beiden Strecken klassisch und anschließend im freien Stil zu bewältigen waren. Die Strecken wurden allgemein als extrem schwierig beurteilt.
Dominieren konnten bei den Herren die norwegischen Athleten Vegard Ulvang, der über die im klassischen Stil durchgeführten Distanzen von 10 und 30 Kilometer gewann, und Bjørn Dæhlie, der das Jagdrennen und die 50 Kilometer im freien Stil für sich entscheiden konnte. Auch in der 4 × 10-km-Staffel war das norwegische Quartett mit Terje Langli, Vegard Ulvang, Kristen Skjeldal und Bjørn Dæhlie vor Italien und Finnland erfolgreich. Beste nicht aus Norwegen stammende Langläufer wurden zwei Italiener. Maurilio De Zolt gewann Silber über die 50-km-Strecke und in der Staffel. Er war mit über 41 Jahren der älteste Medaillengewinner der Winterspiele von 1992. Ähnlich erfolgreich verliefen die Spiele für Marco Albarello, der Silber über 10 Kilometer und ebenfalls in der Staffelentscheidung gewann. Die restlichen Einzelmedaillen gingen mit Bronze im Jagdrennen und über 50 Kilometer an den Italiener Giorgio Vanzetta und den Schweden Christer Majbäck. Er gewann ebenfalls Bronze über 10 Kilometer.
Die Medaillen der vier Einzeldisziplinen bei den Damen verteilten sich auf nur vier Athletinnen. Herausragend und beste Sportlerin der gesamten Winterspiele von Albertville war Ljubow Jegorowa mit Siegen im Jagdrennen und 15 Kilometer klassisch und den beiden zweiten Plätzen über 5 Kilometer klassisch und 30 Kilometer Freistil. Gemeinsam mit Jelena Välbe, die die Bronzemedaille in allen vier Einzeldisziplinen gewann, verbuchte sie mit dem Staffelsieg mit der EUN-Staffel insgesamt fünf Medaillen. Die anderen Einzelmedaillen gingen mit Gold über die 5 Kilometer und Silber über die 15 Kilometer an Marjut Lukkarinen und Stefania Belmondo, die über die 30 Kilometer gewann und im Jagdrennen Zweite wurde.

### Skispringen
Die Sprungwettbewerbe von Albertville waren noch gekennzeichnet von den beiden konkurrierenden Techniken im Skispringen – klassisch mit paralleler Skistellung einerseits und der aerodynamisch vorteilhafte V-Stil mit Spreizung der Sprungski andererseits. Der Erfinder des V-Stils, Jan Boklöv, landete auf der Normalschanze nur im hinteren Drittel des Teilnehmerfeldes. Alle Gewinner der Sprungwettbewerbe sprangen jedoch bereits die neue Sprungmethode und verhalfen dem V-Stil zum endgültigen Durchbruch.
Toni Nieminen aus Finnland war Anfang der 1990er-Jahre der überragende Athlet unter den Skispringern und trat in den Sprungentscheidungen von Albertville aufgrund seines Erfolges bei der Vierschanzentournee als hoher Favorit an. Diese Rolle konnte er bestätigen. Er wurde auf der Großschanze mit Bestweiten im ersten und zweiten Durchgang überlegener Olympiasieger vor den Österreichern Martin Höllwarth und Heinz Kuttin. Dieser Sieg bedeutete für den mit 16 Jahren jüngsten Goldmedaillengewinner aller Olympischen Winterspiele bereits die zweite Goldmedaille, da er zwei Tage zuvor auf der gleichen Schanze zusammen mit Ari-Pekka Nikkola, Mika Laitinen und Risto Laakkonen vor Österreich den Mannschaftswettbewerb gewonnen hatte. Lediglich auf der kleinen Schanze blieb ihm der Olympiasieg verwehrt. Hier konnte er den dreifachen Triumph für die sehr starke österreichische Mannschaft verhindern, indem er sich vor Heinz Kuttin den dritten Platz sicherte. Den Wettbewerb gewann Ernst Vettori mit einem überragenden Sprung im zweiten Durchgang. Der Führende des ersten Durchgangs, Martin Höllwarth, zehrte dagegen im zweiten Durchgang von seiner Spitzenweite und konnte sich dadurch ganz knapp die Silbermedaille sichern.

### Demonstrationssportarten
Die Wettbewerbe waren nicht offizieller Bestandteil der Winterspiele. So wurden die Teilnehmer nicht im olympischen Dorf untergebracht und die Medaillen unterschieden sich von der offiziellen Version. Für umfassende Verwirrung unter den Zuschauern sorgte die Differenzierung im Freestyle. So wurden die Buckelpistenentscheidungen dem offiziellen Programm angegliedert, die Konkurrenzen in Ballett und Sprung waren dagegen nur Teil der Demonstrationswettbewerbe. Bereits zwei Jahre später, 1994 in Lillehammer, fanden die Sprungwettbewerbe ihren Weg in das offizielle Programm.
Stark in der Kritik der Öffentlichkeit standen die Rennen auf der Hochgeschwindigkeitspiste in Les Arcs. Diese gefährliche und im Vorfeld der Spiele mit einem Toten belastete Randsportart kann als eine Verbeugung des IOC vor dem Organisationskomitee betrachtet werden. Letzterem waren bei der Durchführung der Spiele mehr Freiräume zugestanden worden als allen vorherigen Gastgebern. Auf einer extrem steilen, von allen Hindernissen befreiten Piste wurde auf einer Strecke von 100 Metern zwischen zwei Lichtschranken die Durchschnittsgeschwindigkeit gemessen. Die beim französischen Sieger Michael Prufer aus zwei Durchgängen ermittelte Geschwindigkeit betrug 229,299 km/h.
Den Curlingwettbewerb bei den Herren gewann die Schweiz, während Deutschland bei den Frauen siegreich war. Curling wurde sechs Jahre später bei den Winterspielen 1998 in das offizielle Programm aufgenommen.

## Doping
Im Vorfeld der Winterspiele versuchte eine von Manfred von Richthofen geleitete Kommission, die Sportvergangenheit der BRD und der DDR aufzuarbeiten. In dieser Anhörung wurden hohe Sportfunktionäre wie Joseph Keul mit Doping in Verbindung gebracht. Keul bekleidete bereits seit 1980 das Amt des Chefarztes der Olympiamannschaft der BRD und sollte vor dem Beginn der Spiele in Albertville aufgrund von Untersuchungsergebnissen der Richthofen-Kommission nicht mehr nominiert werden. Der damalige NOK-Präsident Willi Daume nahm die Empfehlung zwar zur Kenntnis, abgelöst wurde der Funktionär jedoch nicht. Keul blieb noch bis zu seinem Tod 2000 für die ärztliche Betreuung der deutschen Mannschaft zuständig. Auch der ehemalige Biathlet Frank Ullrich wurde vor der Kommission beschuldigt. Während seiner Zeit als Co-Trainer der DDR-Nationalmannschaft soll er Doping angeordnet und die Einnahme von Anabolika kontrolliert haben. Eine am 28. Januar 1992 veröffentlichte NOK-Pressemeldung entkräftete jedoch den Vorwurf. Es hieß unter anderem, der gegen ihn geäußerte Verdacht sei nicht erhärtet worden. Eine erneute Anschuldigung durch den ehemaligen DDR-Biathleten Jürgen Wirth im März 2009 entfachte diese Diskussion neu. In Albertville war der heutige deutsche Biathlon-Bundestrainer verantwortlich für den Laufbereich.
Von den 522 Dopingtests, die in Albertville an Athleten vorgenommen wurden, war nicht ein einziger positiv.

## Berichterstattung
Das Organisationskomitee (COJO) vergab insgesamt 7407 Akkreditierungen, davon 4948 für Presse-, Radio- und Fernsehjournalisten, 596 für Fotografen und 170 für Nachrichtenagenturen. Am 24. Mai 1988 schloss das COJO in Lausanne mit der US-amerikanischen Fernsehgesellschaft CBS einen Exklusivvertrag über 243 Millionen Dollar ab (um 66 Millionen weniger als ABC für 1988 entrichten musste). Die Rechte für die Fernsehübertragungen im europäischen Raum gingen für 27 Millionen Schweizer Franken an die EBU. Die kumulative Zuschauerzahl wurde mit 8 Milliarden angegeben, davon 5,11 Milliarden in Europa.
Der Erwerb der Fernsehrechte beinhaltete die Nutzung des Übertragungsanbieters der COJO, genannt ORTO ’92, die eine Tochtergesellschaft der französischen Sender Antenne 2, France 3, Radio France und TDF darstellte. Um bereits erworbene Erfahrungen im Bereich von Sportübertragungen nutzen zu können, wurde die Federführung der Übertragung einzelner Sportarten an ausländische Fernsehgesellschaften abgegeben. So übernahmen die skandinavischen Anstalten YLE, NRK und SVT die Wettbewerbe im nordischen Skisport. Darüber hinaus erfolgte während der Spiele bereits ein umfassender Test des hochauflösenden Fernsehens HDTV. 300 Mitarbeiter von ORTO’92 wurden damit beauftragt, von den Wettbewerben in Courchevel, Méribel und Albertville hoch auflösende Bilder zu produzieren. Diese konnten an 68 verschiedenen HDTV-Empfangsstationen in der Region Savoyen und in Europa empfangen werden. Zudem begann mit der Winterolympiade in Albertville der Einsatz von Informationstechnik (IT) bei Großveranstaltungen zur Unterstützung von Produktion und Redaktion. Durch die Digitalisierung bei der Übermittlung von Daten, Kommandoleitungen oder FAX gelang zudem eine große Kostenersparnis bei der Produktion.
Die Winterspiele wurden in Deutschland von ARD und ZDF als Vertreter des öffentlich-rechtlichen Fernsehens übertragen. Für das ORF berichtete ein 49-köpfiges Team aus Frankreich, das von einer in Wien sitzenden Spezialredaktion unterstützt wurde. Mit einem Gesamtaufwand von rund 30 Millionen Schilling übertrug das ORF rund 200 Stunden aus Albertville im Fernsehen und 30 Stunden im Radio. Aus Albertville berichtete zudem der Spartensender Eurosport erstmals von Olympischen Winterspielen.
Der offizielle Film „Le Marche du Siècle Albertville Le Rêve Olympique“ bestand aus zwei Teilen und ist eine Stunde und 43 Minuten lang. Während der Spiele erschien vom 5. bis 23. Februar 1992 eine 16 Ausgaben umfassende Olympiazeitschrift und das Olympia-Bulletin in einer Auflage von 3000 Stück.

## Vermarktung
Insgesamt zwölf französische Unternehmen bildeten den „Club Coubertin“ und erhielten vom Organisationskomitee als Gegenleistung für ihr Sponsoring Exklusivrechte wie etwa eigene Zuschauerbereiche mit Hospitality-Programm. Diese Bereitstellung eigener Sponsoren-Villages feierte in Albertville ihre Premiere. Zum einen wurden wie in Méribel dafür bereits bestehende Gebäude verwendet oder wie in Albertville Zeltkonstruktionen mit einer Gesamtfläche von 4500 m2 aufgebaut. Um die Popularität der Winterspiele zu erhöhen, organisierte COJO zusammen mit den Unternehmen einen „Train de Club Coubertin“. Der TGV war ein idealer Botschafter für die Winterspiele, indem er über einen Zeitraum von 27 Tagen kreuz und quer durch Frankreich fuhr und der Bevölkerung in den 23 Stationen eine Ausstellung über die Spiele und deren Organisation präsentierte.
Zusätzlich koordinierte eine Schweizer Vermarktungsgesellschaft Sponsorenprogramme mit dem Sommerspielen in Barcelona, mit denen weitere 175 Millionen Dollar für beide Großereignisse zur Verfügung gestellt werden konnten. Insgesamt hatten 24 Unternehmen die Erlaubnis, mit der Aufschrift „Offizieller Lieferant“ und dem Emblem der Winterspiele zu werben. Weitere Sonderprojekte bestanden aus Münz-, Medaillen- und Philatelieprogrammen.
Die Einkünfte aus den Ticketverkäufen waren größer als erwartet. Von der ursprünglich erwarteten Kalkulation über 144 Millionen Francs ergaben sich durch den Verkauf von insgesamt 900.000 Tickets Einnahmen von 200 Millionen Francs.

## Nachwirkungen
Wegen der aggressiv betriebenen Kommerzialisierung und der fehlenden Sensibilität gegenüber der Umwelt musste sich das IOC nach den Spielen mit heftiger Kritik auseinandersetzen. Zudem wurde angemerkt, dass die Spiele im Wesentlichen für die Fernsehzuschauer konzipiert wurden und es nicht gelang, die Besucher vor Ort in die Spiele zu integrieren. Die Analyse des Großereignisses bewegte schließlich die Organisatoren der Spiele von 1994, die Grundprinzipien der Durchführung wieder in Richtung kleiner, natürlicher und vernünftiger zu korrigieren und vor allem ökologische Aspekte in den Vordergrund zu stellen.
Die Nutzung der olympischen Anlagen für weitere Großereignisse nach den Olympischen Spielen war sehr gering. Auf der mit großem Aufwand angelegten Abfahrtsstrecke der Herren La face de Bellevarde war lange Zeit keine Weltcupveranstaltung mehr angesetzt. Reaktiviert wurde die Strecke erst wieder für die Ausrichtung der Alpinen Skiweltmeisterschaften 2009, wobei aufgrund der Weiterentwicklungen des Skimaterials zahlreiche Streckenänderungen vorgenommen werden mussten.
Die Piste de La Plagne dient heute hauptsächlich für touristische Veranstaltungen. Die nach den Spielen nur mehr sporadisch für Weltcup-Veranstaltungen eingesetzte Anlage war im Bobsport letztmals in der Saison 2002/03 im Programm. Eine für 2004 angesetzte Veranstaltung wurde abgesagt. Insgesamt wurden in La Plagne nur drei Weltcups im Rennrodeln ausgetragen. In den Planungen für die Olympischen Winterspiele 2018 war die Anlage für die Bewerbung von Annecy eingebunden.
Ähnlich verhält es sich mit der Nutzung der Skisprungschanzen in Courchevel. Der letzte Weltcup musste in der Saison 2004/05 wegen Schneemangels abgesagt werden. Auf den mit Matten ausgelegten Schanzen finden bis heute regelmäßig Veranstaltungen im Sommer-Grand-Prix und im Continental-Cup der Skispringer statt. Weltcupveranstaltungen für die Kombinierer wurden nur vor den Winterspielen durchgeführt. Darüber hinaus dient die Schanze vornehmlich im Sommer als Trainingsanlage. Die Zulassung der FIS für internationale Veranstaltungen läuft bis 2011.
Einen hohen Freizeitwert für die Einwohner Albertvilles besitzt die inzwischen umgebaute Olympiahalle der Eiskunstlauf- und Shorttrack-Wettbewerbe. Die von der Communauté de communes de la Région d’Albertville betriebene Mehrzweckhalle hat heute 6500 Zuschauerplätze und ein Fassungsvermögen von 9000 Besuchern bei Konzerten. Sie beherbergt neben einer Eislauffläche zwei Tennisplätze und eine der größten Kletterwände Europas. Sie wird für zahlreiche Veranstaltungen und als Trainingszentrum genutzt.

## Sonstiges
Bereits im Dezember 1990, also ein Jahr vor den Spielen, waren in den acht höher gelegenen Olympiaorten (von insgesamt 22 Wintersportorten in dieser Region) die Preise dreimal so hoch als in mittleren Lagen. So kostete ein Urlaubswoche in Saint-Pierre-de-Chartreuse 9.000 französische Franc, in Méribel (1.700 m Höhe) wurden 27.000 FFr verlangt.
Die Organisatoren der Spiele gerieten aufgrund ihres Umgangs mit dem Unfalltod von Nicolas Bochatay in die Kritik. So seien die Offiziellen nach dem Unglück ohne Anzeichen wieder „zur Tagesordnung übergegangen“, um die Aufnahme des Geschwindigkeitsskifahrens als olympische Wettbewerbssportart nicht zu gefährden.